# ごまのはえ
ごまのはえ
1. 詐欺師や押し売りの俗称。旅人に弘法大師（空海）の護摩の灰と偽って売りつけたという逸話から。胡麻の蠅とも表記される。
2. 1972年にデビューした日本のロックバンド「ココナツ・バンク」の旧称。伊藤銀次の項を参照。
3. 日本の劇作家・演出家・俳優。本項で詳述する。

## 人物
本名・多賀浩治。1977年3月7日生まれ。大阪府枚方市出身。佛教大学在学時より同大学の劇団「紫」で演劇活動を開始。1999年ニットキャップシアターを旗揚げ。以降京都を拠点に活動。2004年「愛のテール」で第11回OMS戯曲賞大賞受賞。2005年「ヒラカタ・ノート」で第12回OMS戯曲賞特別賞を受賞。同年同作で新・KYOTO演劇大賞、演出賞、観客賞を受賞。2020年「チェーホフも鳥の名前」で第64回岸田國士戯曲賞候補。2022年「チェーホフも鳥の名前」で第9回北海道戯曲賞受賞。自らの演劇活動の傍ら演劇講座の講師を積極的に務めている。京都造形芸術大学舞台芸術学科専任講師。

## 舞台

### 作・演出
- 「八百屋の恋」-（1999年5月）[3]
- 「実録シリーズ＃1 実録・S・M・A・P秘話　～裁判になりますよこれは（剛談）～」-（1999年7月）
- 「エレベーター　～幻の同級生～」-（1999年9月）
- 「実録シリーズ＃2 実録・風と共にドリフ」-（1999年12月、第7回OMS戯曲賞最終候補）
- 「じょうどこちらへ」-（2000年5月～6月、Aプログラム「毛糸の絆」、Cプログラム「サルマンタンX&'00毛帽子スウィート・リベンジ」、アダルト公演「大人ってなんだ!?（短編集）」）
- 「サディスティック学園」-（2000年7月）
- 「青春幽霊」-（2000年9月）
- 「そばの花」-（2000年12月）
- 「じょうどこちらへ」-（2001年3月）
- 「実録シリーズ＃1 実録・S・M・A・P秘話 改訂版」-（2001年6月）
- 「クモノヒモ」-（2001年11月）
- 「ごまの宿」-（2002年3月）
- 「おっぱいブルース」-（2002年12月）
- 「喉骨のフルート」-（2003年4月）
- 「愛のテール」-（2003年7月、第11回OMS戯曲賞大賞受賞）
- 「フェイスレコード」-（2003年9月）
- 「ニットキャップのコント」-（2003年10月）
- 「喉骨のフルート（大阪版）」-（2003年11月）
- 「虹のカマドウマ」-（2003年12月）
- 「柚子かかぼすか悩むとこ」-（2004年8月）
- 「男亡者の泣きぬるところ」-（2004年10月、新・KYOTO演劇大賞「金賞」受賞）
- 「ヒラカタ・ノート」-（2004年12月、第12回OMS戯曲賞特別賞受賞）
- 「ヒラカタ・ノート」-（2005年2月、新・KYOTO演劇大賞、観客賞、演出賞、俳優賞（安田一平）、特別賞（清水忠文）受賞）
- 「結婚にまつわるあれこれ」-（2005年5月）
- 「男亡者の泣きぬるところ（カフェ版）」-（2005年7月）
- 「貴方とつくるパラダイス」-（2005年8月）
- 「G線上の俺ら」-（2005年9月）
- 「どん亀演劇祭V3」（「喉骨のフルート」、「虹のカマドウマ」、「家屋全壊」3作品連続公演）-（2006年3月）
- 「お彼岸の魚」-（2006年12月～2007年5月）
- 「ニットの世界」-（2007年5月）
- 「男亡者の泣きぬるところ」アジアツアー -（2007年10月～11月）
- 「愛のテール」（再演）-（2008年2月～5月）
- 「クレームにスマイル」-（2008年11月～12月）
- 「踊るワン_パラグラフ」-（2009年5月）
- 「さよならテレビ」-（2009年7月）
- 「クレームにスマイル2009」-（2009年10月～11月）
- 「踊るワン_パラグラフ2010」-（2010年2月、4月）
- 「ノクターンだった猫」-（2010年7月～8月）
- 「サルマンタンＸVSドクターベン～こだわりすぎた男達～」-（2010年9月）
- 「ピラカタ・ノート」-（2011年3月～4月）
- 「ピラカタ・ノート」（再演）-（2012年6月～7月）
- 「strange」-（2012年12月～2013年2月）
- 「少年王マヨワ」-（2013年6月）
- 「カムサリ」-（2015年3月、4月）
- 「こんなにもお茶が美味い」-（2015年10月、11月）